# Dermestoides sanguinicollis
Dermestoides sanguinicollis is een keversoort uit de familie mierkevers (Cleridae). De wetenschappelijke naam van de soort is voor het eerst geldig gepubliceerd in 1782 door Fabricius.